# RNF26
RNF26‏ (Ring finger protein 26) هوَ بروتين يُشَفر بواسطة جين RNF26 في الإنسان.